# Argyphia torrida
Argyphia torrida là một loài bướm đêm trong họ Noctuidae.